# Michael Lumb
Michael Lumb (ur. 9 stycznia 1988 w Aarhus) – duński piłkarz, lewy obrońca lub lewy pomocnik, od 2022 roku piłkarz klubu Fremad Amager.

## Kariera klubowa
Lumb w Aarhus GF debiutował w wieku 17 lat, a już rok wcześniej załapał się do kadry pierwszego zespołu. W tym klubie grał do stycznia 2010, kiedy za 1.440.000 funtów kupił go Zenit Petersburg. W lipcu 2010 został wypożyczony do Feyenoordu, natomiast w styczniu 2011 do Aalborg BK. 16 stycznia 2012 udał się na kolejne wypożyczenie, tym razem do SC Freiburg. Rok później został piłkarzem VfL Bochum.
Na początku lipca 2013 Lumb przeszedł do FC Vestsjælland. Swój pierwszy mecz w tym zespole rozegrał 21 lipca z Brøndby IF. 17 lipca 2015 został piłkarzem Lyngby BK. 31 sierpnia 2018 przeszedł do AC Horsens.
4 stycznia 2021 został zawodnikiem Brøndby IF. Podpisał z tym klubem roczny kontrakt. W sezonie 2020/21 zdobył z zespołem mistrzostwo Danii. Po wygaśnięciu umowy z Brøndby został zawodnikiem Fremad Amager.
| Sezon   | Klub               | Kraj     | Rozgrywki     | Mecze | Bramki |
| ------- | ------------------ | -------- | ------------- | ----- | ------ |
| 2004/05 | Aarhus GF          | Dania    | Superligaen   | 0     | 0      |
| 2005/06 | Aarhus GF          | Dania    | Superligaen   | 2     | 0      |
| 2006/07 | Aarhus GF          | Dania    | Superligaen   | 0     | 0      |
| 2007/08 | Aarhus GF          | Dania    | Superligaen   | 33    | 0      |
| 2008/09 | Aarhus GF          | Dania    | Superligaen   | 19    | 1      |
| 2009/10 | Aarhus GF          | Dania    | Superligaen   | 17    | 0      |
| 2009/10 | Zenit Petersburg   | Rosja    | Priemjer-Liga | 2     | 0      |
| 2010/11 | Feyenoord (wyp.)   | Holandia | Eredivisie    | 2     | 0      |
| 2010/11 | Aalborg BK (wyp.)  | Dania    | Superligaen   | 14    | 0      |
| 2011/12 | Zenit Petersburg   | Rosja    | Priemjer-Liga | 0     | 0      |
| 2011/12 | SC Freiburg (wyp.) | Niemcy   | Bundesliga    | 5     | 0      |
| 2012/13 | Zenit Petersburg   | Rosja    | Priemjer-Liga | 1     | 0      |
| 2012/13 | VfL Bochum         | Niemcy   | 2. Bundesliga | 13    | 0      |
| 2013/14 | FC Vestsjælland    | Dania    | Superligaen   | 29    | 0      |
| 2014/15 | FC Vestsjælland    | Dania    | Superligaen   | 8     | 0      |
| 2015/16 | Lyngby BK          | Dania    | 1. division   | 23    | 0      |
| 2016/17 | Lyngby BK          | Dania    | Superligaen   | 32    | 1      |
| 2017/18 | Lyngby BK          | Dania    | Superligaen   | 31    | 2      |
| 2018/19 | Lyngby BK          | Dania    | 1. division   | 4     | 0      |
| 2018/19 | AC Horsens         | Dania    | Superligaen   | 24    | 3      |
| 2019/20 | AC Horsens         | Dania    | Superligaen   | 33    | 3      |
| 2020/21 | AC Horsens         | Dania    | Superligaen   | 8     | 1      |
| 2020/21 | Brøndby IF         | Dania    | Superligaen   | 2     | 0      |
| 2021/22 | Brøndby IF         | Dania    | Superligaen   | 0     | 0      |

Stan na: 17 lutego 2022

## Kariera reprezentacyjna
W latach 2009–2010 rozegrał 2 spotkania w reprezentacji Danii.
| Mecze i gole w reprezentacji | Mecze i gole w reprezentacji | Mecze i gole w reprezentacji | Mecze i gole w reprezentacji | Mecze i gole w reprezentacji | Mecze i gole w reprezentacji | Mecze i gole w reprezentacji |
| Dania                        | Dania                        | Dania                        | Dania                        | Dania                        | Dania                        | Dania                        |
| Lp.                          | Data                         | Miejsce                      | Przeciwnik                   | Wynik                        | Gol                          | Rozgrywki                    |
| ---------------------------- | ---------------------------- | ---------------------------- | ---------------------------- | ---------------------------- | ---------------------------- | ---------------------------- |
| 1.                           | 18.11.2009                   | Aarhus, Dania                | Stany Zjednoczone            | 3:1                          |                              | towarzyski                   |
| 2.                           | 03.03.2010                   | Wiedeń, Austria              | Austria                      | 1:2                          |                              | towarzyski                   |